# Choroterpes terratoma
Choroterpes terratoma är en dagsländeart som beskrevs av Seemann 1927. Choroterpes terratoma ingår i släktet Choroterpes och familjen starrdagsländor. Inga underarter finns listade i Catalogue of Life.